# Morton Stevens
Morton Stevens est un compositeur et acteur américain né le 30 janvier 1929 à Newark, New Jersey (États-Unis), décédé le 11 novembre 1991 à Encino (Californie).

## Biographie
Il est probablement plus connu pour la musique de la série policière Hawaï police d'État (Hawaii Five-O) avec laquelle il obtint deux Emmy Award en 1970 et 1974.

## Filmographie
- 1953 : General Electric Theater (série télévisée)
- 1957 : Tales of Wells Fargo (série télévisée)
- 1960 : Thriller (série télévisée)
- 1960 : Échec et mat ("Checkmate") (série télévisée)
- 1961 : 87th Precinct (série télévisée)
- 1961 : Le Jeune Docteur Kildare ("Dr. Kildare") (série télévisée)
- 1963 : The Raiders
- 1964 : La mariée a du chien
- 1964 : Des agents très spéciaux ("The Man from U.N.C.L.E.") (série télévisée)
- 1964 : L'Île aux naufragés ("Gilligan's Island") (série télévisée)
- 1965 : Les Mystères de l'Ouest ("The Wild Wild West") (série télévisée)
- 1965 : The Spy with My Face
- 1966 : Run Buddy Run (série télévisée)
- 1967 : Cimarron ("Cimarron Strip") (série télévisée)
- 1968 : Hawaï police d'État ("Hawaii Five-O") (série télévisée)
- 1971 : The Face of Fear (TV)
- 1971 : A Death of Innocence (TV)
- 1972 : L'Attente (She Waits) (TV)
- 1972 : Man on a String (TV)
- 1972 : Deadly Harvest (TV)
- 1972 : Visions... (TV)
- 1972 : Strangers in 7A (TV)
- 1973 : The Horror at 37,000 Feet (TV)
- 1973 : Poor Devil (TV)
- 1973 : Coffee, Tea or Me? (TV)
- 1973 : Guess Who's Been Sleeping in My Bed? (TV)
- 1974 : Apple's Way (en) (série télévisée)
- 1974 : Kodiak (en) (série télévisée)
- 1974 : The Disappearance of Flight 412 (TV)
- 1975 : Khan! (série télévisée)
- 1975 : Matt Helm ("Matt Helm") (série télévisée)
- 1976 : Time Travelers (TV)
- 1976 : Banjo Hackett: Roamin' Free (en) (TV)
- 1976 : Spencer's Pilots (série télévisée)
- 1977 : The Andros Targets (série télévisée)
- 1977 : The Strange Possession of Mrs. Oliver (TV)
- 1977 : Code Name: Diamond Head (TV)
- 1977 : Peter Lundy and the Medicine Hat Stallion (TV)
- 1977 : Lucy Calls the President (TV)
- 1978 : Détroit (Wheels) (série télévisée)
- 1978 : The One Man Jury (en)
- 1979 : Mandrake (TV)
- 1979 : Backstairs at the White House (feuilleton TV)
- 1979 : Women in White (TV)
- 1979 : The Flame Is Love (TV)
- 1979 : Undercover with the KKK (TV)
- 1980 : Au boulot... Jerry ! (Hardly Working)
- 1980 : Detour to Terror (TV)
- 1980 : M Station: Hawaii (TV)
- 1980 : Fugitive Family (TV)
- 1981 : The Million Dollar Face (TV)
- 1981 : The Manions of America (feuilleton TV)
- 1981 : Masada (Mini-série) - Musique additionnelle
- 1981 : L'Homme qui tombe à pic ("The Fall Guy") (série télévisée)
- 1982 : Ripley's Believe It or Not! (série télévisée)
- 1982 : Memories Never Die (TV)
- 1983 : Cocaine and Blue Eyes (TV)
- 1983 : I Married Wyatt Earp (TV)
- 1983 : Cracking Up
- 1983 : Savage in the Orient (TV)
- 1983 : Automan ("Automan") (série télévisée)
- 1984 : Espion modèle ("Cover Up") (série télévisée)
- 1985 : La Cinquième Dimension ("The Twilight Zone") (série télévisée)
- 1985 : Alice au pays des merveilles (Alice in Wonderland) (TV)
- 1986 : Au-dessus de la loi (Outrage!) (TV)
- 1986 : Matlock ("Matlock") (série télévisée)
- 1987 : They Still Call Me Bruce
- 1987 : The Ladies (TV)
- 1987 : La loi est la loi ("Jake and the Fatman") (série télévisée)
- 1988 : Act of Piracy
- 1988 : The Ann Jillian Story (TV)
- 1988 : Circus (TV)
- 1990 : Les Tiny Toons ("Tiny Toon Adventures") (série télévisée)